# Kota Bharu
Kota Bharu é uma cidade da Malásia e capital do estado de Calantão. Também é o nome da região em que a cidade está situada. Seu nome significa ‘cidade nova’ ou ‘castelo novo’ em malaio.
Kota Bharu se situa na região nordeste da península malaia, perto da embocadura do rio Calantão. Sua população estimada é de 425.000 habitantes ( censo 2005 ) o que faz dela a maior cidade na costa leste da Malásia.
A cidade fica a poucos quilômetros da fronteira tailandesa e abriga grande número de mesquitas e museus. Um de seus marcos é a arquitetura única do antigo palácio real, ainda ocupado pelo sultão de Bharu, que apesar de não poder ser visitado por dentro, recebe grande afluxo de visitantes ao seu redor, que apreciam suas originais linhas externas.